# Torsten Kleditzsch
Torsten Kleditzsch (* 1967 in Marienberg) ist ein deutscher Journalist und seit 2009 Chefredakteur der Freien Presse.

## Werdegang
Kleditzsch wuchs im Erzgebirge auf und studierte Journalistik, Internationale Beziehungen und ausländisches Recht an der Universität Leipzig. Sein Studium schloss er als Diplom-Journalist ab. 1992 begann er als Redakteur bei der Freien Presse, wo er zuletzt als Ressortleiter Politik wirkte. Von 1999 bis 2009 arbeitete er bei der Mitteldeutschen Zeitung, zunächst als Ressortleiter Politik, Nachrichten und Panorama und ab 2005 als stellvertretender Chefredakteur. Seit März 2009 ist er Chefredakteur der Freien Presse.
Zudem trat er in einigen deutschen Talkshows wie dem Presseclub, der Phoenix Runde und Fakt ist...! auf. Seine Arbeit fokussiert sich auf Sicherheitspolitik und die wirtschaftliche Transformation Ostdeutschlands.
Kleditzsch hatte einen Lehrauftrag an der Universität Leipzig inne und war auf Einladung des damaligen Bundestagspräsidenten Norbert Lammert Jurymitglied zur Vergabe des Medienpreises Politik des Deutschen Bundestages.